# Квалификације за Светско првенство у фудбалу за жене 1999.
У процесу квалификација за ФИФА Светско првенство у фудбалу за жене 1999. године 88 тимова из шест ФИФА конфедерација су се такмичила за 16 места у финалу турнира. Сједињене Државе су се аутоматски квалификовале као домаћин. 
Места су била подељена на следећи начин:
- Африка - коју представља Конфедерација Афричког фудбала, 2 места[1]
- Азија - Азијска фудбалска конфедерација, 3 места[2]
- Европа - УЕФА, 6 места [3]
- Северна, Централна Америка и Кариби - Конкакаф: 2,5  места(САД се квалификовала као домаћин)[4]
- Океанија - Фудбалска конфедерација Океаније: 1 место [5]
- Јужна Америка - Конмебол: 1,5 место[6]

Укупно 88 тима су играле најмање једну квалификациону утакмицу, да би попунила 16. места на Светском првенству.

## Квалификоване репрезентације
| Екипа            | Квалификовала се као                 | Датум              | Укупно учешћа | Последње учешће | Учешће у низу |
| ---------------- | ------------------------------------ | ------------------ | ------------- | --------------- | ------------- |
| Сједињене Државе | Домаћин                              | 31. мај 1996.      | 3.            | 1995            | 3             |
| Кина             | АФК Куп Азије 1997. шампионке        | 12. децембар 1997. | 3.            | 1995            | 3             |
| Северна Кореја   | АФК Куп Азије 1997. друго место      | 12. децембар 1997. | 1.            | –               | 1             |
| Јапан            | АФК Куп Азије 1997. треће место      | 14. децембар 1997. | 3.            | 1995            | 3             |
| Бразил           | Копа Америка 1998. шампионке         | 15. март 1998.     | 3.            | 1995            | 3             |
| Италија          | УЕФА квалификације група 2 победнице | 27. јун 1998.      | 2.            | 1991            | 1             |
| Шведска          | УЕФА квалификације група 1 победнице | 8. август 1998.    | 3.            | 1995            | 3             |
| Норвешка         | УЕФА квалификације група 3 победнице | 15. август 1998.   | 3.            | 1995            | 3             |
| Данска           | УЕФА квалификације група 4 победнице | 22. август 1998.   | 3.            | 1995            | 3             |
| Канада           | Конкакафов шампионат 1998. победнице | 6. септембар 1998. | 2.            | 1995            | 2             |
| Русија           | УЕФА квалификације плеј−оф победнице | 11. октобар 1998.  | 1.            | –               | 1             |
| Немачка          | УЕФА квалификације плеј−оф победнице | 11. октобар 1998.  | 3.            | 1995            | 3             |
| Аустралија       | ОФК шампионат 1998. шампионке        | 17. октобар 1998.  | 2.            | 1995            | 2             |
| Нигерија         | Афрички Куп нација 1998 шампионке    | 27. октобар 1998.  | 3.            | 1995            | 3             |
| Гана             | Афрички Куп нација 1998 друго место  | 27. октобар 1998.  | 1.            | –               | 1             |
| Мексико          | Конкакаф–Конмебол плеј−оф победнице  | 19. децембар 1998. | 1.            | –               | 1             |

## Квалификационе групе

### Африка (КAF)
'Ќвалификовали се:  Нигерија –  Гана
Два афричка тима која су се квалификовала за Светско првенство била су два финалиста Афрички Куп нација 1998, а то су били два финалиста Нигерија и Гана.

### Азија (АФК)
Ќвалификовали се:  Кина –  Јапан –  Северна Кореја
Три азијска тима која су се квалификовала на Светско првенство била су два финалиста и трећепласирана екипа АФК Куп Азије 1997..

### Европа (УЕФА)
Ќвалификовали се:  Шведска –  Русија –  Немачка –  Норвешка –  Данска –  Италија
16 тимова који припадају класи А европског женског фудбала подељене су у четири групе, из којих се победници група квалификују на Светско првенство. Четири другопласирана су извучена у две нокаут утакмице код куће и у гостима, а победници тих мечева су се такође квалификовали.

### Северна и Централна Америка и Кариби (Конкакаф)
Ќвалификовали се:  Сједињене Државе –  Канада –  Мексико
Победник Конкакафовог шампионата 1998. Канада се квалификовала за qualified for the Светско првенство у фудбалу за жене 1999. Другопласирана екипа Мексика квалификовала се преко два плеј-оф меча против другопласираног тима Конмебола – Аргентине. САД су се аутоматски квалификовале као домаћини.

### Океанија (ОФК)
Ќвалификовала се:  Аустралија
ОФК шампионат у фудбалу за жене 1998. је одлучио ОФК учесника на  Светском првенству 1999. – победник је била Женска фудбалска репрезентација Аустралије.

### Јужна Америка (Конмебол)
Ќвалификовала се:  Бразил
Треће издање Копе Америке за жене (женско првенство Јужне Америке) 1998. године одредило је победника квалификација за Светско првенство Конмебол групе. Женска фудбалска репрезентација Бразила је била победник турнира и квалификовала се за Светско првенство 1999. у САД.

## Конкакаф–Конмебол плеј-оф

### Плеј-оф
| Тим #1  | рез.  | Тим #2    | прва утакмица | друга утакмица |
| ------- | ----- | --------- | ------------- | -------------- |
| Мексико | 6 : 3 | Аргентина | 3 : 1         | 3 : 2          |

Другопласирани тимови квалификационих турнира Конмебола и Конкафа су играли за једно упражњено место.